# Stade de boxe du Rajadamnoen
Le stade de boxe du Rajadamnoen (en thaï : สนามมวยราชดำเนิน), situé dans le quartier de Pom Prap Sattru Phai à Bangkok, Rajadamnoen Nok Road, est le 1er stade construit uniquement pour le Muay Thaï, en 1945,.
C'est l'un des plus célèbres stades de boxe de Thaïlande, avec celui du Lumpinee.

## Galerie

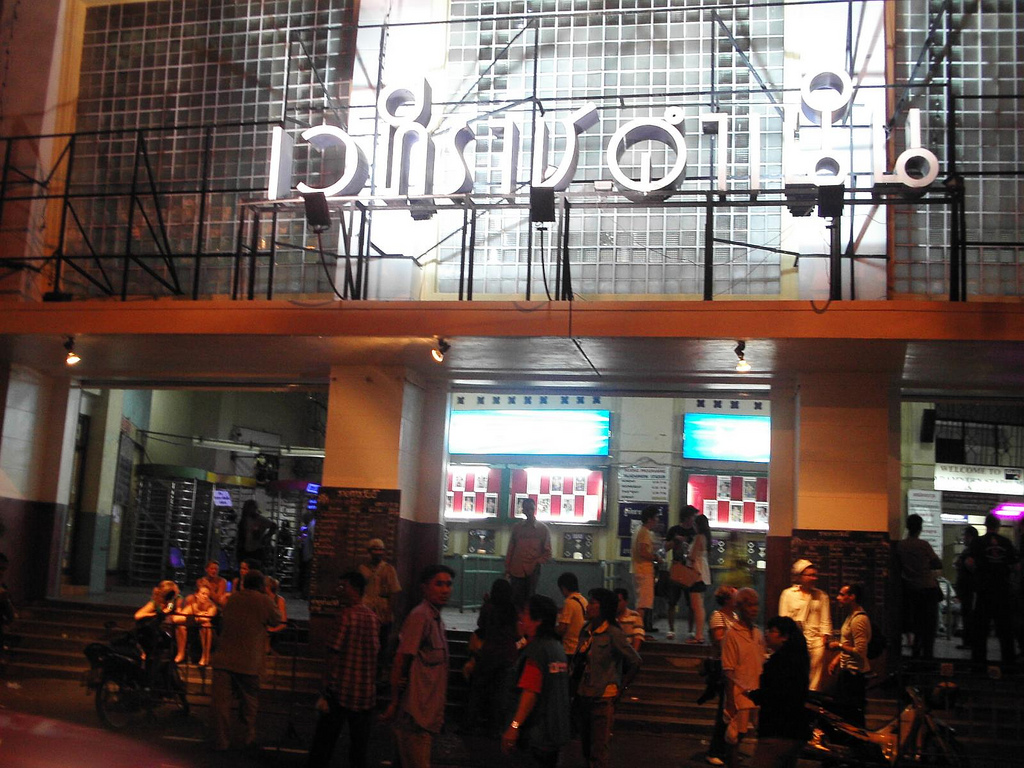
Entrée
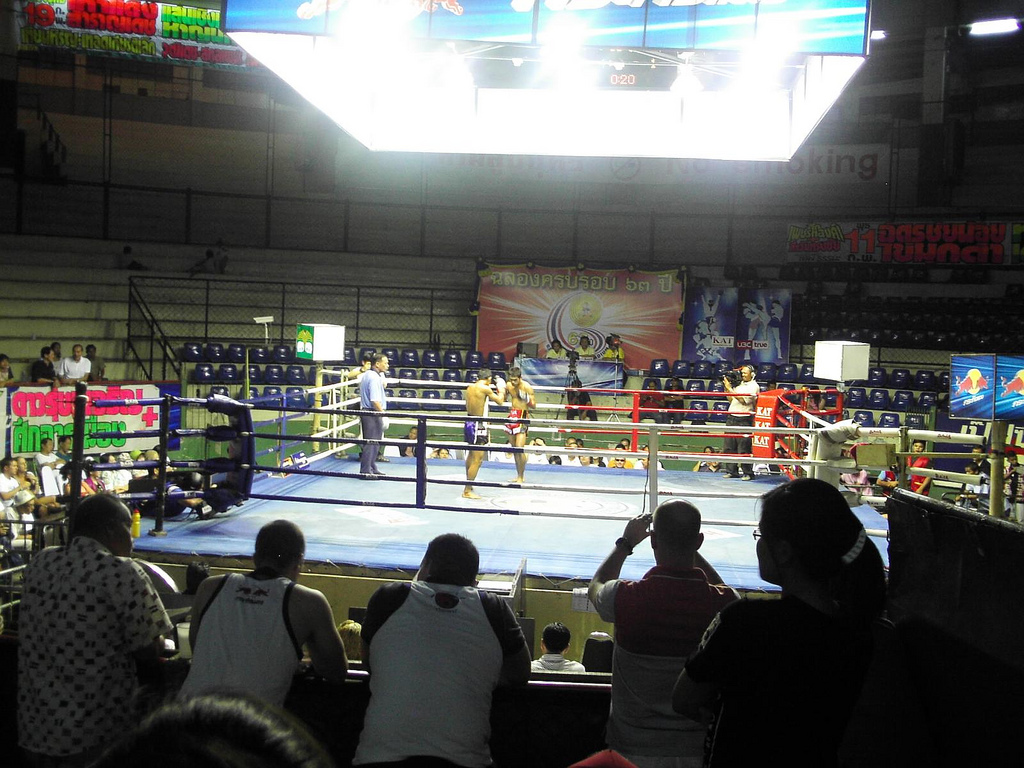
Vue du ring
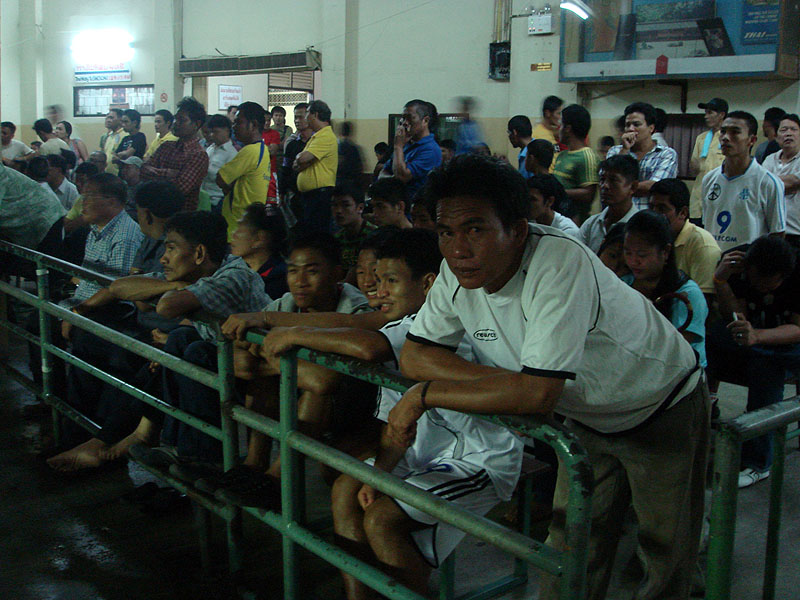
Public
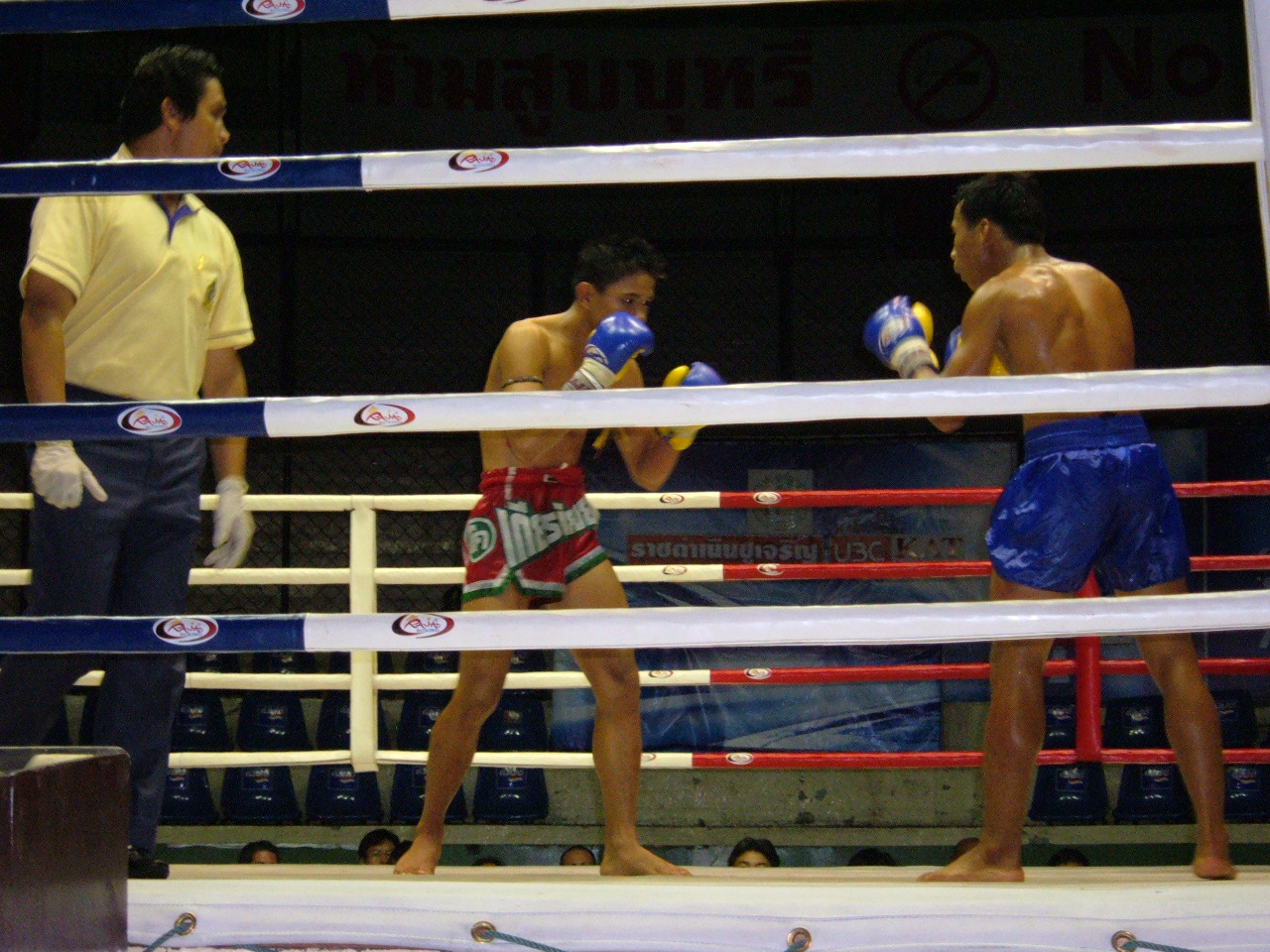
Combat de boxe thaïlandaise